# Řád bílého dvojkříže
Řád bílého dvojkříže (slovensky Rad Bieleho dvojkríža) je nejvyšší slovenské vyznamenání, udělované cizincům. Byl zřízen zákonem č. 37/1994 a je určen pouze cizincům, kteří se buď mimořádným způsobem zasloužili o všestranný rozvoj vztahů mezi zemí, které jsou občany, a Slovenskem, nebo o posílení mezinárodního postavení Slovenska, nebo o Slovensko a nebo významně přispěli k šíření dobrého jména Slovenska ve světě.
Řád je udělován ve dvou kategoriích – občanské a vojenské. Každá kategorie má tři třídy, ze kterých nejvyšší je I. třída. Při propůjčování jednotlivých tříd se vychází z míry zásluh toho, komu je řád propůjčován. Nese jméno po bílém kříži, který je dominantou slovenského státního znaku. Řád svým dekorem navazuje jednak na faleristickou tradici válečného slovenského státu (Řád slovenského kříže) a také na československý Řád Bílého lva (rozlišení tříd podle způsobu závěsu).
Českými nositeli řádu jsou například prezidenti Václav Havel, Václav Klaus, Miloš Zeman i Petr Pavel.

## Popis řádu
Odznakem řádu je slovenský dvojkříž v bílé barvě na červeném podkladu kolem dekorovaný zlatým olivovým věncem a zasazený do medailonu ve tvaru štítu. Medailon je dole zdobený půlhvězdou. Cípy hvězdy tvoří pozlacené louče. Závěs řádu tvoří v případě občanské kategorie tři plasticky vyvedené lipové listy na stylizované pokladu. Ve vojenské kategorii jsou ještě doplněny zkřížené meče.
Hvězda je osmicípá s celkem osmi zlatými loučemi. Uprostřed hvězdy se nachází odznak řádu obklopený olivovým věncem zlaté barvy. Na zadní straně je znak Slovenska a nápis Slovenská republika.

## Třídy a způsoby nošení
Řád se uděluje v občanské a vojenské kategorii v celkem 3 třídách.
- I. třída: velkostuha s odznakem přes levé rameno a řádová hvězda na hrudi
- II. třída: odznak zavěšený na krční stuze a řádová hvězda na levé straně hrudi
- III. třída: odznak zavěšený na krční stuze

## Galerie

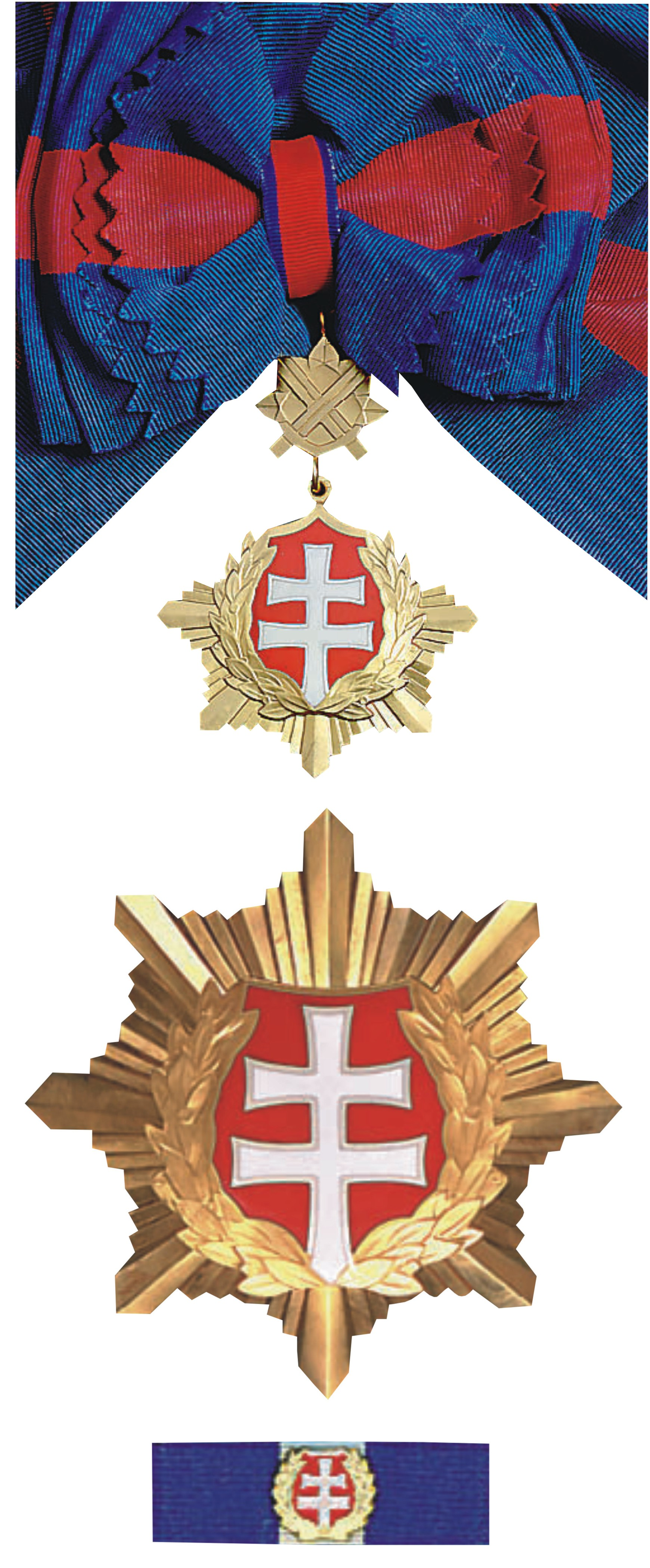
První třída (velkostuha přes levé rameno a řádová hvězda na hrudi)
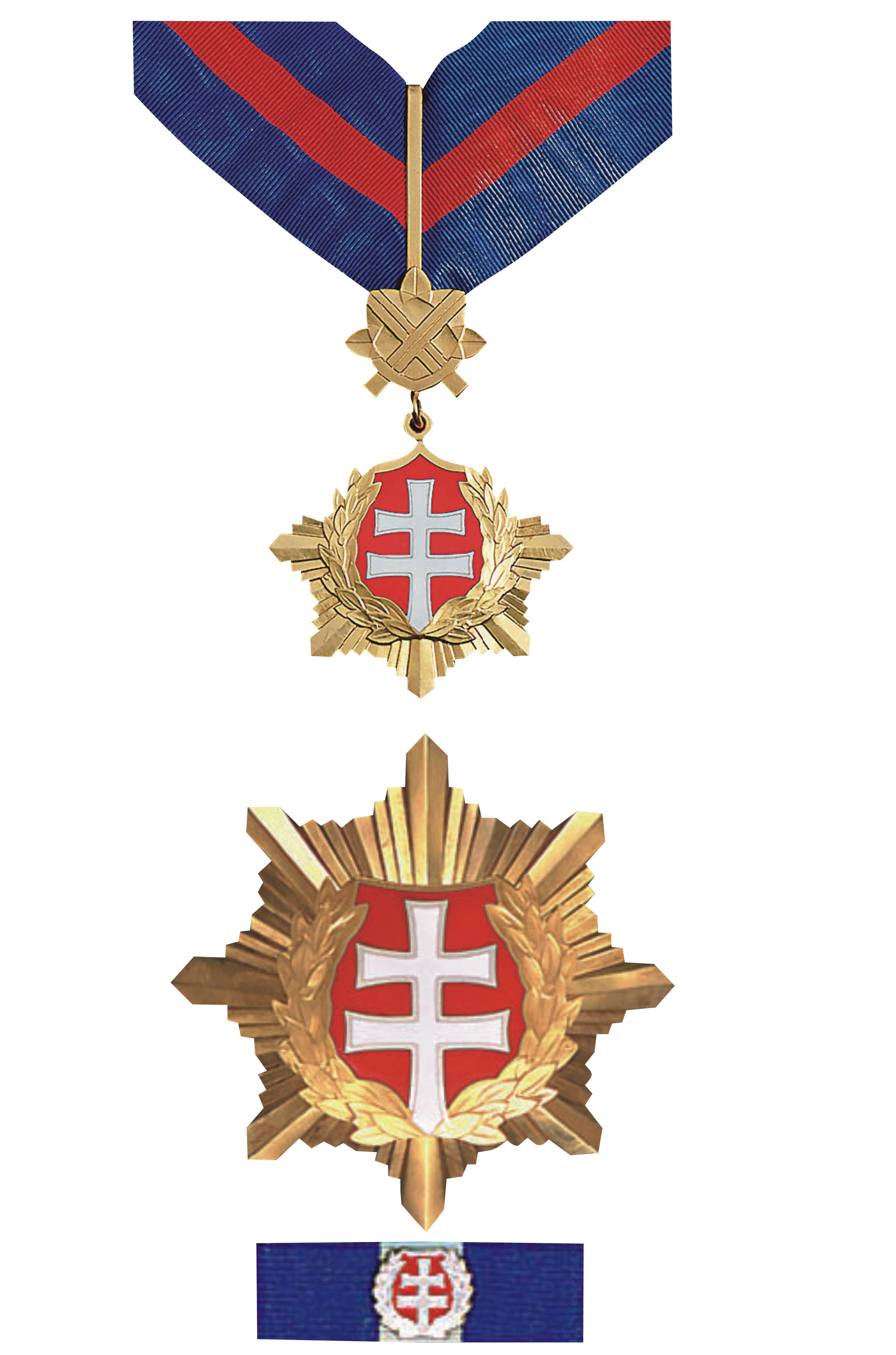
Druhá třída (řádový odznak zavěšený na krční stuze a řádová hvězda na hrudi)
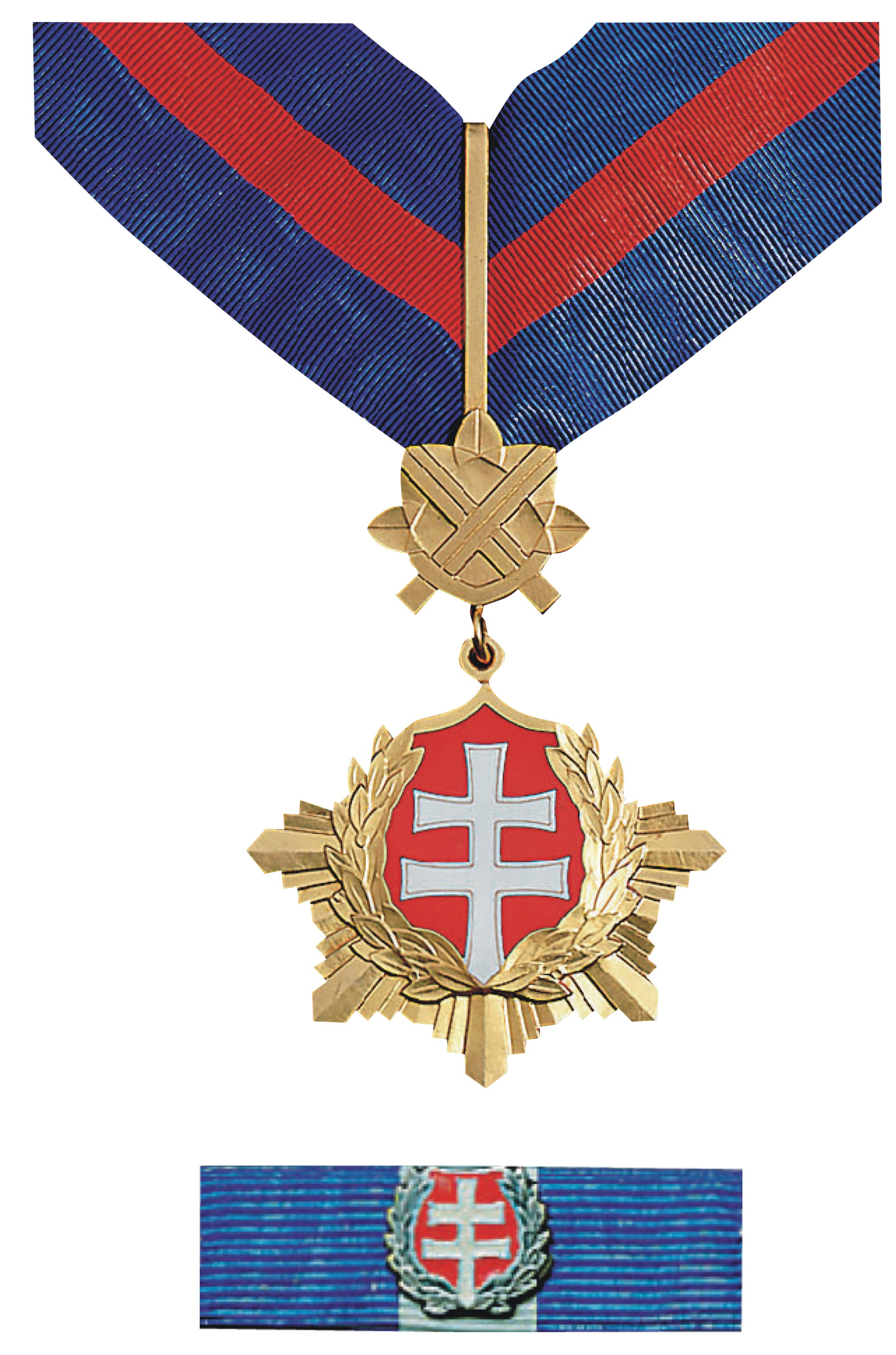
Třetí třída (řádový odznak zavěšený na krční stuze)